# ガエターノ・モスカ
ガエターノ・モスカ（イタリア語: Gaetano Mosca、1858年4月1日-1941年11月8日）は、イタリアの政治学者、ジャーナリスト、官僚。パレルモ生まれ。エリート理論で知られ、ヴィルフレド・パレートとカール・マルクスの影響を受け、ロベルト・ミヒェルスと並んでエリート論のイタリア学派の一人に数えられる。

## 経歴
1858年、パレルモで生まれた。パレルモ大学で法学を専攻し、1881年に学位を取得。1887年にローマへ出て、イタリア代議院報告書編集の職を得た。パレルモとローマで時々教鞭も取ったが、1896年にトリノ大学の憲法学教授となった(1924年まで)。
1909年から1919年までイタリア下院議員を、1919年から1926年まで上院議員を務めた。1941年にローマで死去。

## 邦訳された著作
著書
- 『支配する階級』志水速雄訳、ダイヤモンド社 1973

## 関連資料
- 須藤祐孝「ガエターノ・モスカ政治思想研究：危機の思想の内部構造的特質」『年報政治学』24, 1973年. doi